# Luca Orellano
Luca Nicolás Orellano (ur. 22 marca 2000 we Francisco Álvarez) – argentyński piłkarz występujący na pozycji skrzydłowego, od 2024 roku zawodnik amerykańskiego FC Cincinnati.